# Odprto prvenstvo ZDA 1973
Odprto prvenstvo ZDA 1973 je teniški turnir za Grand Slam, ki je med 27. avgustom in 9. septembrom 1973 potekal v New Yorku.

## Moški posamično
John Newcombe :  Jan Kodeš, 6–4, 1–6, 4–6, 6–2, 6–3

## Ženske posamično
Margaret Court :  Evonne Goolagong Cawley, 7–6, 5–7, 6–2

## Moške dvojice
Owen Davidson /  John Newcombe :  Rod Laver /  Ken Rosewall, 7–5, 2–6, 7–5, 7–5

## Ženske  dvojice
Margaret Court /  Virginia Wade :  Rosemary Casals /  Billie Jean King, 3–6, 6–3, 7–5

## Mešane dvojice
Billie Jean King /  Owen Davidson :  Margaret Court /  Marty Riessen, 6–3, 3–6, 7–6